# (15339) Pierazzo
(15339) Pierazzo est un astéroïde de la ceinture principale.

## Description
(15339) Pierazzo est un astéroïde de la ceinture principale. Il fut découvert le 8 janvier 1994 à Kitt Peak par le projet Spacewatch. Il présente une orbite caractérisée par un demi-grand axe de 2,93 UA, une excentricité de 0,08 et une inclinaison de 3,1° par rapport à l'écliptique.

## Compléments